# Jeffery Gibson
Jeffery Gibson (* 15. August 1990 in Freeport) ist ein bahamaischer Hürdenläufer, der sich auf die 400-Meter-Distanz spezialisiert hat.

## Sportliche Laufbahn
Erste internationale Erfahrungen sammelte Jeffery Gibson bei den CARIFTA-Games 2006 in Les Abymes, bei denen er den siebten Platz über 400 Meter belegte und mit der bahamaischen 4-mal-400-Meter-Staffel die Bronzemedaille gewann. 2007 nahm er über 400 Meter an den Jugendweltmeisterschaften in Ostrava teil und schied dort mit 48,86 s im Halbfinale aus. 2008 gewann er bei den CARIFTA-Games in Basseterre erneut die Bronzemedaille mit der Staffel und belegte im Einzelbewerb den sechsten Platz. Über 400 Meter Hürden nahm er an den Juniorenweltmeisterschaften in Bydgoszcz teil und schied dort in der ersten Runde aus. Mit der bahamaischen Staffel belegte er im Finale in 3:21,75 min den siebten Platz.
Zwei Jahre später belegte Gibson den siebten Platz bei den U23-NACAC-Meisterschaften in Miramar und schied bei den Zentralamerika- und Karibikmeisterschaften in Mayagüez in der ersten Runde aus. 2012 gewann er bei den U23-NACAC-Meisterschaften in Irapuato die Goldmedaille im Hürdenlauf sowie Silber mit der Staffel und Bronze über die Flachdistanz. 2013 gewann
2013 gewann er Silber über die Hürden und mit der Staffel bei den Zentralamerika- und Karibikmeisterschaften in Morelia und erreichte bei den Weltmeisterschaften in Moskau das Halbfinale. Bei den Commonwealth Games 2014 in Glasgow gewann er 48,78 s die Bronzemedaille. Anschließend gewann er beim Panamerikanischen-Sportfestival in Mexiko-Stadt die Goldmedaille.
2015 siegte er bei den Panamerikanischen Spielen in Toronto mit 48,51 s vor dem Puerto-Ricaner Javier Culson und belegte mit der 4-mal-400-Meter-Staffel den vierten Platz. Er qualifizierte sich erneut für die Weltmeisterschaften in Peking und gewann dort mit neuem Landesrekord von 48,17 s im Finale die Bronzemedaille. 2016 qualifizierte er sich erstmals für die Olympischen Sommerspiele in Rio de Janeiro, bei denen er mit 52,77 s in der ersten Runde ausschied. Zwei Jahre später gewann er bei den Commonwealth Games im australischen Gold Coast in 49,10 s die Silbermedaille hinter Kyron McMaster von den Britischen Jungferninseln.
Gibson wurde zwischen 2013 und 2017 bahamaischer Meister im 400-Meter-Hürdenlauf. Er ist Absolvent der Oral Roberts University in Tulsa.

## Persönliche Bestzeiten
- 400 Meter: 46,30 s, 7. Juli 2012 in Irapuato
  - 400 Meter (Halle): 47,14 s, 4. Februar 2012 in Lincoln
- 400 m Hürden: 48,17 s, 25. August 2015 in Peking (Bahamaischer Rekord)